# 比亞布
比亞布（Biabou）是加勒比海島國聖文森特和格林納丁斯聖文森特島夏洛特區的一個城鎮，位於該島東海岸，秘魯韋爾以北和北尤寧以南，在連接首府喬治敦的沿海公路上。
1. ↑  . Wikimapia.   [2 March 2013]. （原始内容存档于2018-08-19）.